# Зенит-10
Зени́т-10 — малоформатный однообъективный зеркальный фотоаппарат с несопряжённым селеновым экспонометром, выпускавшийся на КМЗ с 1981 до 1982 года. Всего изготовлено более 20 000 экземпляров.

## Особенности
Фотоаппарат является удешевлённым гибридом, объединившим в одном корпусе затвор от «Зенита-12» с «невращающейся» головкой выдержек (экспортной модификации «Зенита-TTL») и устаревший селеновый экспонометр от «Зенита-Е». Камера считается дальнейшим развитием модели «Зенит-Е» и опытные экземпляры носили название «Зенит-Е2».

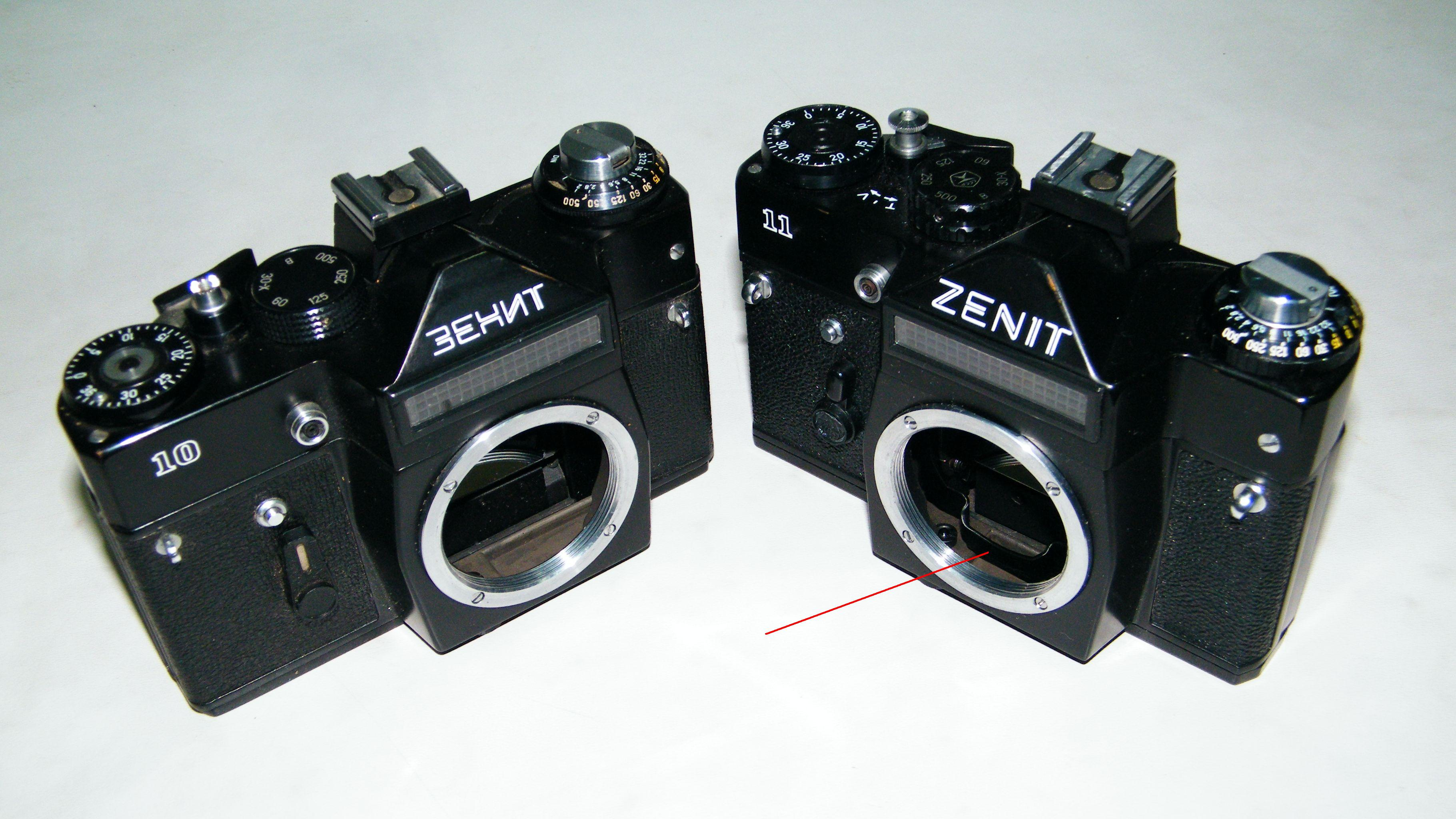
«Зенит-10» и «Зенит-11» без объективов. У последнего красной стрелкой показан рычаг привода «прыгающей» диафрагмы

Выпуск прекращён в 1982 году в пользу «Зенита-11» — аналогичного однообъективного зеркального фотоаппарата, дополнительно оснащённого приводом нажимной диафрагмы для штатных объективов серии «Гелиос-44М» с соответствующим механизмом. Производство фотоаппарата, аналогичного красногорскому «Зениту-10» было начато на БелОМО («Зенит-ЕТ»).

## Технические характеристики
- Тип применяемого фотоматериала — 35-мм перфорированная фотокиноплёнка шириной 35 мм (фотоплёнка типа 135) в кассетах. Размер кадра — 24×36 мм.
- Корпус — литой из алюминиевого сплава, с открывающейся задней стенкой, скрытый замок.
- Курковый взвод затвора и перемотки плёнки. Обратная перемотка рулеточного типа.
- Затвор — механический, шторно-щелевой с горизонтальным движением матерчатых шторок. Выдержки затвора — от 1/30 до 1/500 сек, «B» и длительная. Выдержка синхронизации с электронной фотовспышкой — 1/30 с.
- Центральный синхроконтакт «Х», кабельный синхроконтакт.
- Штатный объектив:

«Индустар-50-2» 3,5/50
«Гелиос-44-2» 2/58 (с предварительной установкой диафрагмы)
- Тип крепления объектива — резьбовое соединение M42×1/45,5.
- Фокусировочный экран — линза Френеля с матовым кольцом и микрорастром.
- Несопряжённый селеновый экспонометр, диапазон светочувствительности фотоплёнки 25 — 400 ед. ГОСТ.
- Механический автоспуск.
- На фотоаппарате установлено боковое и центральное штативное гнездо с резьбой 1/4 дюйма.